# Butanoate de méthyle
Le butanoate de méthyle est l'ester de l'acide butanoïque et du méthanol utilisé comme arôme dans l'industrie alimentaire et la parfumerie pour son odeur de pomme